# Krnjak
Krnjak est un village et une municipalité située dans le comitat de Karlovac, en Croatie. Au recensement de 2001, la municipalité comptait 2 164 habitants, dont 61,55 % de Serbes et 35,44 % de Croates ; le village seul comptait 400 habitants.

## Localités
La municipalité de Krnjak compte 30 localités :
| - Bijeli Klanac - Brebornica - Budačka Rijeka - Burić Selo - Čatrnja - Donji Budački - Dugi Dol - Dvorište - Gornji Budački - Gornji Skrad | - Grabovac Krnjački - Grabovac Vojnićki - Hrvatsko Žarište - Jasnić Brdo - Keserov Potok - Krnjak - Mala Crkvina - Mlakovac - Pavković Selo - Perići | - Podgorje Krnjačko - Poljana Vojnićka - Ponorac - Rastovac Budački - Suhodol Budački - Trupinjak - Velika Crkvina - Vojnović Brdo - Zagorje - Zimić |